# Ioannis Ikonomou

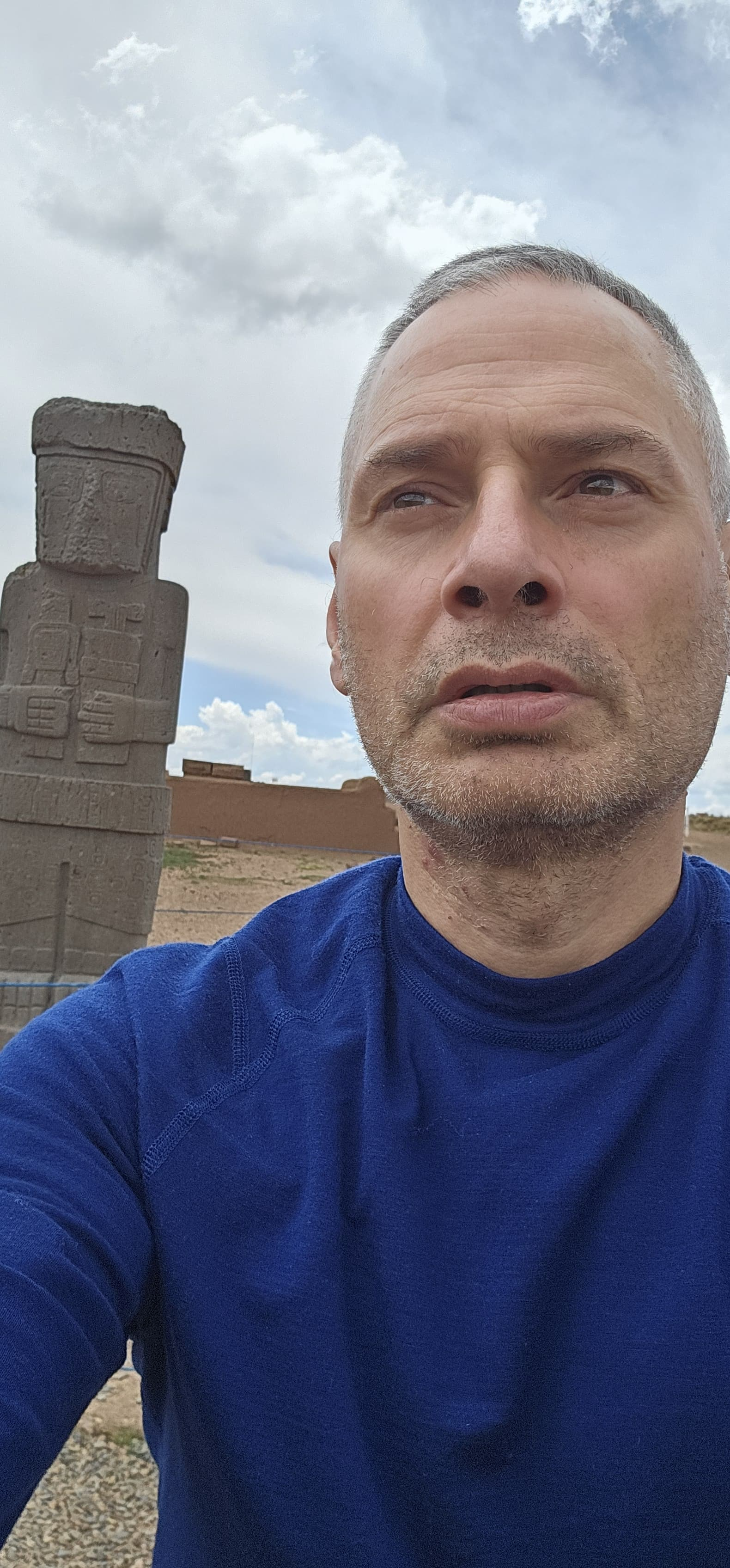
Ioannis Ikonomou

Ioannis Ikonomou (griechisch Ιωάννης Οικονόμου, * 1964/1965 auf Kreta) ist ein griechischer Polyglotter, der über 30 Sprachen spricht. Er arbeitet als Übersetzer für die Europäische Kommission in Brüssel.

## Leben
Ikonomou wuchs als Sohn einer Lehrerin und eines Beamten auf. Er staunte als Kind am kretischen Strand über die zahlreichen ihm unverständlichen Sprachen der Touristen und begann bereits mit fünf Jahren Englisch zu lernen. In der Schule lernte er Altgriechisch und Latein. Mit sieben Jahren lernte er Deutsch, mit zehn Italienisch; es folgten Russisch und Suaheli. Mit 16 wollte er Türkisch lernen, für das es damals in Griechenland aufgrund der langanhaltenden griechisch-türkischen Feindschaft kein Lehrbuch gab; seine Eltern fanden eine aus Nordzypern geflohene Architektin als Lehrerin. Sein Motto war damals: „Ich wollte keine Feinde haben, ich wollte mit ihnen sprechen.“
Ioannis Ikonomou studierte Vergleichende Sprachwissenschaften an der Aristoteles-Universität Thessaloniki und im Anschluss an der Columbia University in New York. An der Harvard University schrieb er seine Abschlussarbeit über Zarathustra. Im Anschluss ging er nach Wien und erhielt 1994 ein Stipendium des Europaparlaments. Nach sieben Jahren als Dolmetscher kam er in die Generaldirektion Übersetzung.

## Ikonomous „Sprachenphilosophie“
Ikonomou lernt die Sprachen jeweils aus dem Gefühl der Faszination für eine Zivilisation, ihre Kultur, ihre Musik und ihr Essen. Als er Arabisch lernte, begeisterte er sich für den Sufismus. Später wollte er in die indische Kultur eintauchen und lernte Hindi, Urdu und Sanskrit; in dieser Zeit wurde er konsequenter Vegetarier. Es folgten die gotische Sprache, Maya, Altirisch und Altiranisch. Hochchinesisch ist heute seine Lieblingssprache; er sieht in ihr die „Schlüsselsprache der menschlichen Zivilisation“. Er meint von sich selbst, am Vietnamesischen gescheitert zu sein. Ikonomou hält seine Sprachenkenntnisse aktiv, indem er im Internet ausländische Sendungen sieht und nachts chattet. Er ist Mitglied von Mensa International.